# Valkiainen (sjö i Norra Österbotten)
Valkiainen är en sjö i Finland. Den ligger i kommunen Pudasjärvi i landskapet Norra Österbotten, i den centrala delen av landet, 600 km norr om huvudstaden Helsingfors. Valkiainen ligger 167,8 meter över havet. Den ligger vid sjön Jaurakkajärvi. Arean är 47,4 hektar och strandlinjen är 3,27 kilometer lång. Sjön  ingår i Ijo älvs huvudavrinningsområde. 